# Perkinsea
A Perkinsea számos más élőlény sejtbeli egysejtű parazitáinak csoportja, az Alveolata monotipikus Perkinsozoa törzsének egyetlen csoportja legközelebbi rokonaival, a páncélos ostorosokkal és az Apicomplexa parazitacsoporttal együtt. Vízi környezetekben él páncélos ostorosok és állatok parazitájaként.

## Leírás
Minden ismert tagja számos élőlény, például mikroalgák és állatok sejtbeli parazitája. A Parviluciferaceae, a Pararosariidae és a Maranthos páncélosostoros-, a Rastrimonas Cryptophyta-, a Xcellidae hal-, a Perkinsidae kagyló-, az Acrocoelus Enteropneusta-parazita. Tagjai tengeri és édesvízi környezetben is megtalálhatók.
Több tagjuk képes szétvált vezetős trans-splicingra.

## Rendszertan

### Történet
Először Norman D. Levine írta le 1978-ban, és az Alveolata osztályaként sorolta be Perkinsea néven. 1 nemzetséget sorolt ide, az ugyane tanulmányban leírt Perkinsust. Később az Apicomplexa törzsbe sorolta Perkinsasida néven, feltételezve, hogy a Perkinsus annak legegyszerűbb tagja. Azonban ez vitatott volt, és később filogenetikai elemzések cáfolták, melyek közelebbi rokonságot mutattak ki a páncélos ostorosokkal, mint az Apicomplexával.
1999-ben a Parvilucifera felfedezése mellett Fredrik Norén és Øjvind Moestrup a Perkinseát az Alveolata Perkinsozoa törzsébe sorolták. 2002-ben egy harmadik nemzetséget (Cryptophagus, ma Rastrimonas) is felfedeztek, de sose szekvenálták, így filogenetikai helyzete bizonytalan.
2014-ben a Perkinsozoába sorolták a Squirmidea osztályt, de erről filogenetikai elemzések kimutatták, hogy az Apicomplexa és a Colpodellida kládjának közelebbi rokona, mint a páncélos ostorosoké vagy a Perkinseáé, és a Perkinsozoa-osztályba sorolását visszavonták, így a Perkinsea az egyetlen osztály.

### Phylogeny
A Perkinsea a nagy, ökológiailag diverz csoportokat, például páncélos ostorosokat, csillósokat, Apicomplexát, Chrompodellidát tartalmazó Alveolata kládja (monofiletikus csoport), melyek közös jellemzője a kortikális alveolusok jelenléte a sejtmembrán alatt. A Perkinsozoa a páncélos ostorosok testvércsoportja, ezek együtt alkotják a Dinozoa kládot. Ezek az Apicomplexával és legközelebbi rokonaival együtt alkotják a Myzozoa kládot.

### Besorolás
2023-ban a Perkinsozoa rendszintű besorolása nem volt egyértelmű, és a rendeket csak ritkán használják. A Pararosariidae és Parviluciferaceae családok nincsenek rendbe sorolva, de Thomas Cavalier-Smith korábban a Parviluciferát a Rastrimonadida rendbe sorolta a Rastrimonas mellett. Ezt nem támogatta a többi szerző, és a jelenlegi besorolások molekuláris adatok hiánya miatt a Rastrimonast és a Rastrimonadidát nem tartalmazzák. Ugyanígy az Acrocoelida rendbe családon kívül sorolt Acrocoelus nemzetség se szerepel ugyanezért. A Maranthost, bár szekvenálták, nem rendelik rendhez vagy családhoz. A fennmaradó csoportok, a Perkinsidae és a Xcellidae csak ritkán részei a Perkinsidának, máskor a Perkinsea közvetlen fölérendelt taxonjuk. A taxonómiai rangokat (például család, rend, osztály) gyakran elhagyják a kládok használatával szemben. Alább az elfogadott séma van rendszintű taxonok nélkül:
- Maranthos Alacid et Reñé 2021[21]
- Pararosariidae Jeon et Park 2021[4]
  - Pararosarium Jeon et Park 2021
- Parviluciferaceae Reñé et Alacid 2017[5]
  - Dinovorax Reñé et Alacid 2017
  - Parvilucifera Norén et Moestrup 1999[1]
  - Snorkelia Reñé et Alacid 2017
  - Tuberlatum Jeon et Park 2019[25]
- Perkinsidae Levine 1978[11]
  - Perkinsus Levine 1978[11]
- Xcellidae Freeman et al. 2017 em. Karlsbakk, Nystøyl, Plarre et Nylund 2021[23]
  - Cryoxcellia Evans, Patel, Matzke et Millar 2023[22]
  - Gadixcellia Freeman et al. 2017[6]
  - Notoxcellia Desvignes et al. 2022[24]
  - Salmoxcellia Karlsbakk, Nystøyl, Plarre et Nylund 2021[23]
  - Xcellia Freeman et al. 2017[6]

2 nemzetség helyzete ismeretlen, mivel nem szekvenálták, de morfológiájuk alapján a Perkinsea tagjai:
- Rastrimonas Brugerolle 2003[26]
- Acrocoelus Fernández, Pardos, Benito et Arroyo 1999[8]